# Маврикій
Респу́бліка Маври́кій (англ. Republic of Mauritius, фр. République de Maurice, маврик. креол. Republik Moris, гінді मॉरीशस गणराज्य) — острівна держава в Індійському океані на схід від Мадагаскару. Маврикію належать також острів Родригес, острови Агалега та декілька дрібніших островів. Площа країни становить 2040 км² (167-ме місце у світі), власне острова Маврикій — 1865 км². Населення: 1,2 млн осіб (148-ме місце у світі). Столиця: місто Порт-Луї.

## Походження назви
Перше історичне свідчення існування острова знайдено на карті виробництва італійського картографа Альберто Кантіно за 1502 рік. Арабським мореплавцям острів був відомий як Діна Аробі (Dina Arobi). Після відвідин острова у 1507 році португальськими моряками він з'являється на картах під назвою Сішна (порт. Cirne), названий на честь одного з кораблів. Інший португальський мореплавець Педру ді Машкареньяш (порт. Pedro de Mascarenhas) дав назву всьому архіпелагу. У 1598 році, після зайняття голландською ескадрою адмірала Вібрандта ван Варвіка (нід. Wybrand Van Warwyck), острів був названий Маврицій (нід. Mauritius), на честь голландського принца Моріца Оранського (нід. Maurits van Oranje). Після того як голландці залишили острів у 1710 році французи з сусіднього Реюньйону зайняли його у 1715 році, назвавши Іль-де-Франс (фр. Isle de France). 3 грудня 1810 року французи офіційно капітулювали перед британцями, які повернули острову назву Маврикій, який також широко відомий як Моріс (фр. Ile Maurice).

## Географія

### Географічне положення

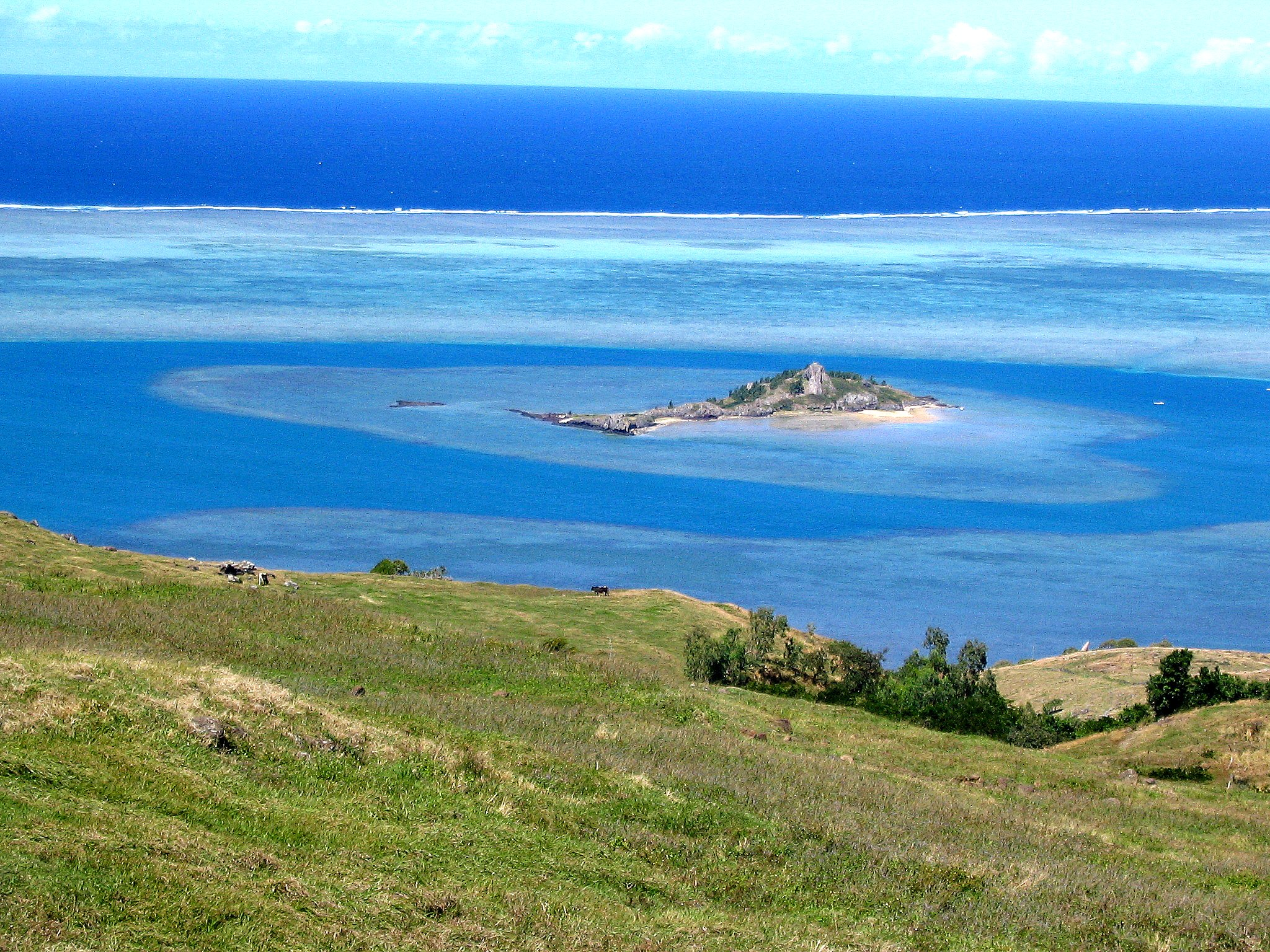
Берегова лінія острова Родрігес

Острівна африканська держава, займає однойменний острів в західній частині Індійського океану на схід східного узбережжя Мадагаскару. Маврикію також належить ряд островів: Агалега (за 900 км на північ від головного острова), Сент-Брандон або Каргадос-Карахос (за 400 км на північ), Родригес (за 600 км на схід), конституційний суверенітет поширює на британський архіпелаг Чагос (за 1900 км на північний схід). Маврикій і Реюньйон входять до групи Маскаренських островів. Вигідне геополітичне положення дозволяє контролювати не тільки акваторію західної частини Індійського океану, але й східне узбережжя Африки (2,2 тис. км на захід, 850 км до Мадагаскару) й південне Азії (4 тис. км на північний схід).

### Геологія
Острів Маврикій, як частина вулканічних Маскаренських островів, з'явився з-під води 7 млн років тому, після чого північну частину острова почала формувати вивержена лава з сучасного центрального масиву. Вулканізм на острові вщух 100 тисяч років тому. Кратери згаслих вулканів: Бас-Бланк, Канака, найбільший — Тру-о-Серф (діаметр 370 м, глибина 100 м) у масиві Гран-Басен. Прояви вулканічної діяльності в сучасну епоху можна побачити на південно-західному узбережжі в ущелині Ле-Суфлер працює гейзер. Складається, головним чином, з базальтових лав, вулканічних туфів, коралового вапняку.

### Рельєф

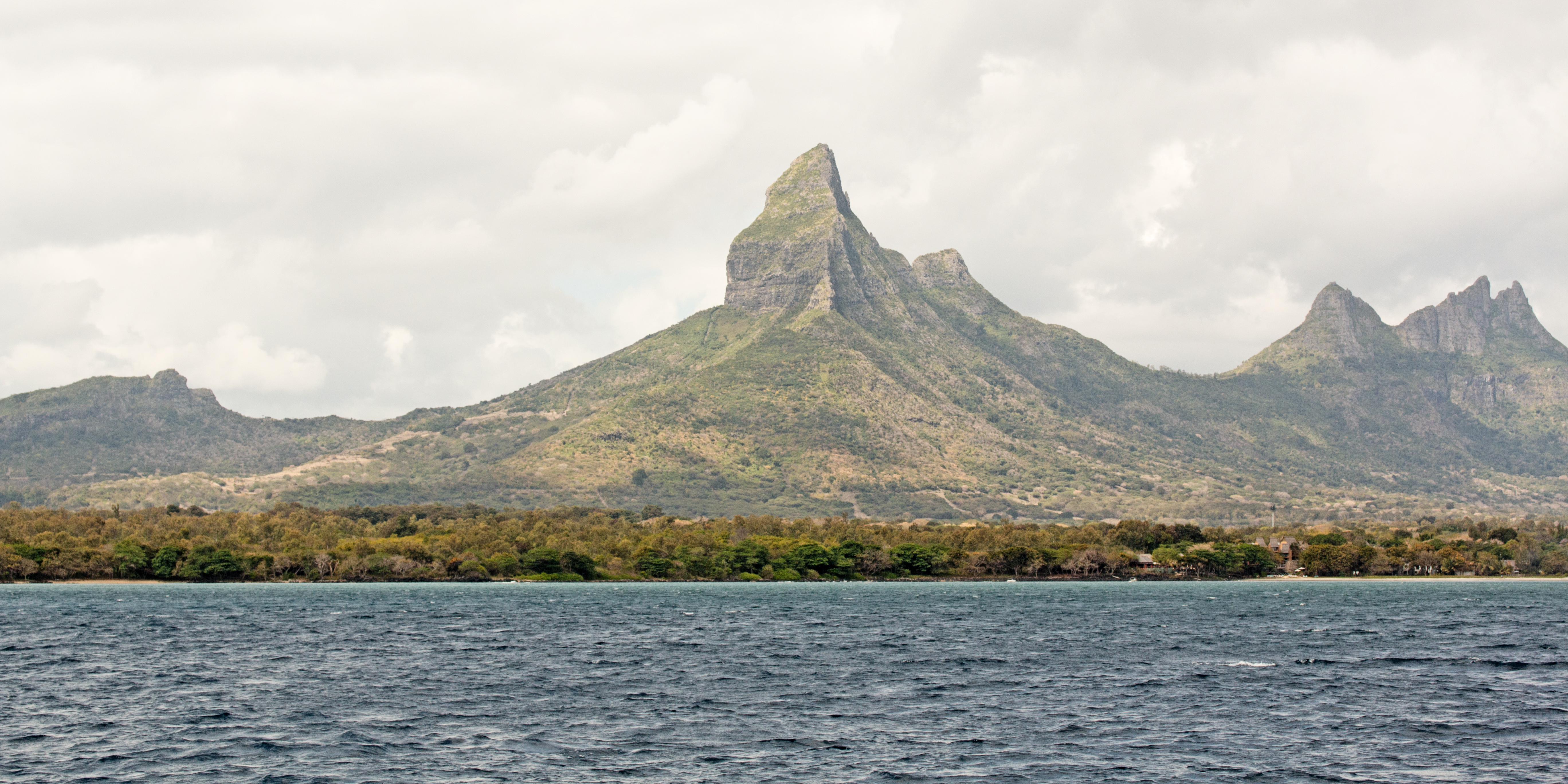
Пітон-де-ла-Петіт-Рив'єр-Нуар

Головний острів вулканічний, оточений кораловими рифами, має овальну форму, який простягнувся на 65 км з півночі на південь, і на 48 км із заходу на схід. Рельєф Маврикія складний гористий. На півночі розташована порізана пагорбами рівнина, яка поступово піднімається і переходить в Центральне плато (600 м), на якому розташовані колишні кратери згаслих вулканів: Бас-Бланк, Канака, Тру-о-Серф. Центральне плато різко обривається до південного і західного узбережжя. На острові виділяються кілька гірських хребтів, орієнтованих з сходу на захід: на північному заході гірський ланцюг Мока (найвища точка — гора Пітер-Бот, 818 м), один з відрогів якого охоплює півкільцем зі сходу і півночі місто Порт-Луї; на південному заході гірські ланцюги Тамарен, Саван і Рив'єр-Нуар (найвища точка країни Пітон-де-ля-Петіт-Рив'єр-Нуар, 828 м). Хребет Бамбу (найвища точка — гора Морн-дю-Гранд-Порт, 455 м) простягнувся від міста Кьюр-Пайп на Центральному плато до середини східного узбережжя. На північ від хребта Бамбу лежить гірський ланцюг Бланш (найвища точка — гора Бланш, 531 м). Нижні схили гір Маврикію вкриті густою рослинністю, вершини закінчуються скелястими піками. На захід від Пітер-Бота височить пік Ле-Пус (812 м), який нагадує витягнутий великий палець, на південний захід виділяються вершини Монтань-дю-Ремпар (771 м), Корп-де-Гард (719 м) і Пітон-де-ла-Саван (705 м). На узбережжі виділяється ряд мальовничих гір: на півострові Ле-Морн — гора Ле-Морн-Брабан (556 м), на узбережжі бухти Тамарин — гора Ремпар (545 м), що нагадує альпійський Маттергорн.

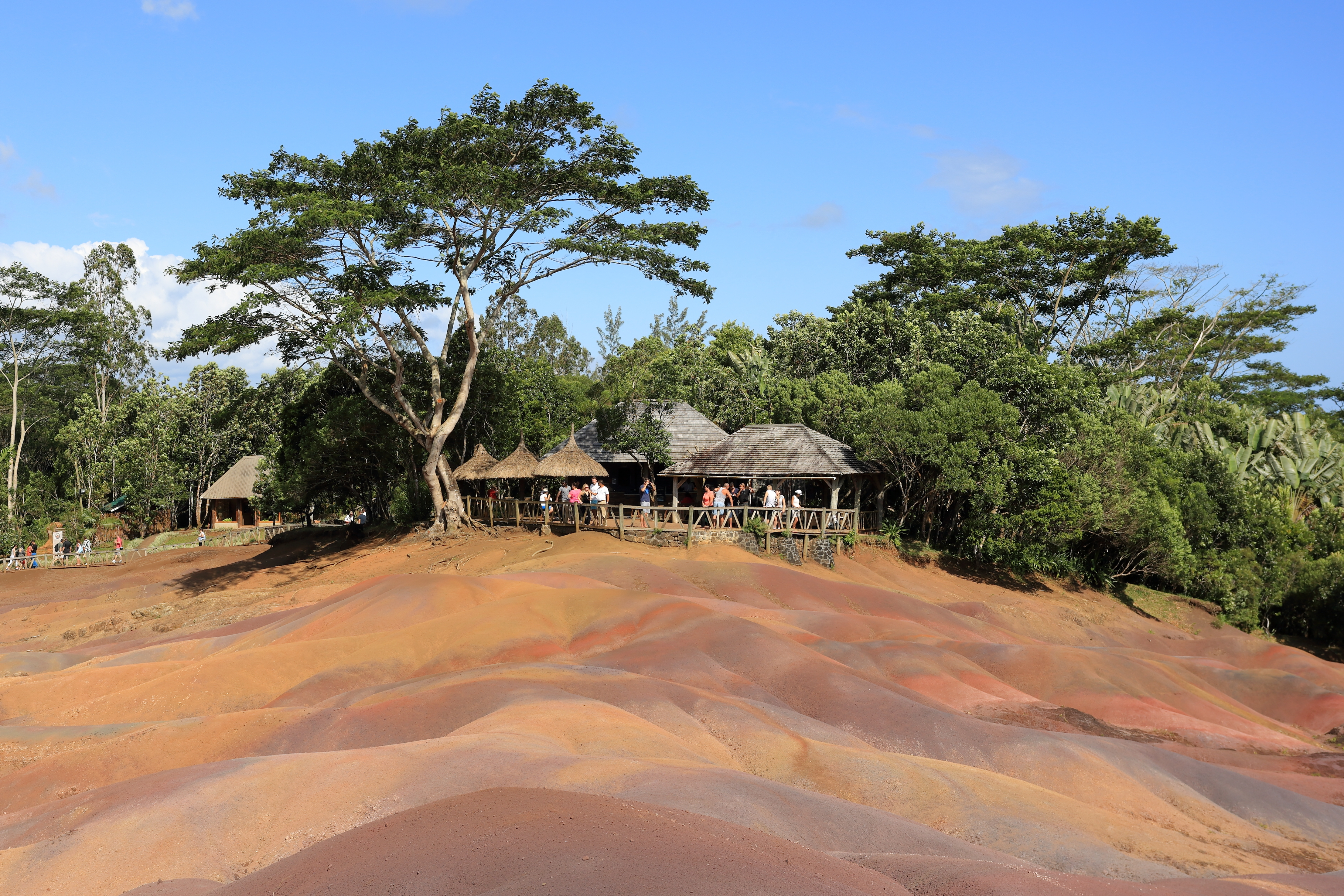
Кольорові піски Шамарель

Північніше Порта-Луї лежить Бухта Могил (фр. Baie du Tombeaux) — місце потоплених кораблів, місце де у 1615 році затонув перший губернатор острова Пітер Бот. Найпівнічніший пункт острова — Кап-Маларе («Мис невдач»); місце, де 1810 року вперше на острів висадились англійці. На південному узбережжі цікавою є природна арка Пон-Натюрель (довжина 20 м, ширина 6 м, висота 15 м), що утворилась внаслідок провалу перекриття морської печери. На західному узбережжі є геологічна пам'ятка природи — кольорові піски Шамарель, що утворились внаслідок нерівномірного застигання різних шарів вулканічних викидів.
Острів Родригес, як і Маврикій, гористий, вулканічного походження; Каргадос-Карахос, Чагос, Тромлен і Агалега — пласкі острови коралового походження.

### Клімат
Клімат островів тропічний, морський. Вище в горах більш помірний і придатний для життя, саме там розміщується більша частина поселень. Пересічна температура повітря найтеплішого місяця (лютого) +26 °C, найхолоднішого (серпня) + 16 °C. Середньорічна кількість опадів розподілена нерівномірно: від 1500 мм у гірських районах до 5000 мм на прибережних рівнинах. У середньому опадів до 3000 мм на рік. Бувають тропічні циклони, переважно з січня по березень.

### Гідрологія
Річки маловодні, але численні (до 100), більшість пересихає влітку, головна — Гранд-Рив'єр (16 км). Шамарель (Тамарін) на річці Сен-Дені (295 м), що має 7 потоків — найвищий водоспад острова.

### Ґрунти і рослинність
Поширені родючі ґрунти на вулканічних і глиняних породах.
У горах збереглися тропічні ліси з манго, мімози, різних пальм, які ще донедавна займали майже третину острова, а до появи людини в XVI столітті — майже всю територію острова. Добре акліматизувались європейські, африканські та індійські рослини, завезені переселенцями. Плантації цукрової тростини, маніоку, кукурудзи, кави та перцю, рисові чеки. На острові розташовано ботанічний сад тропічних рослин — Памплемус, який з 1988 року носить ім'я першого прем'єр-міністра держави, Сівосагура Рамгулама. У ньому висаджено й культивується більше 500 різних рідкісних видів рослин (ковбасне дерево, геніпа, червоне дерево).

### Тваринний світ

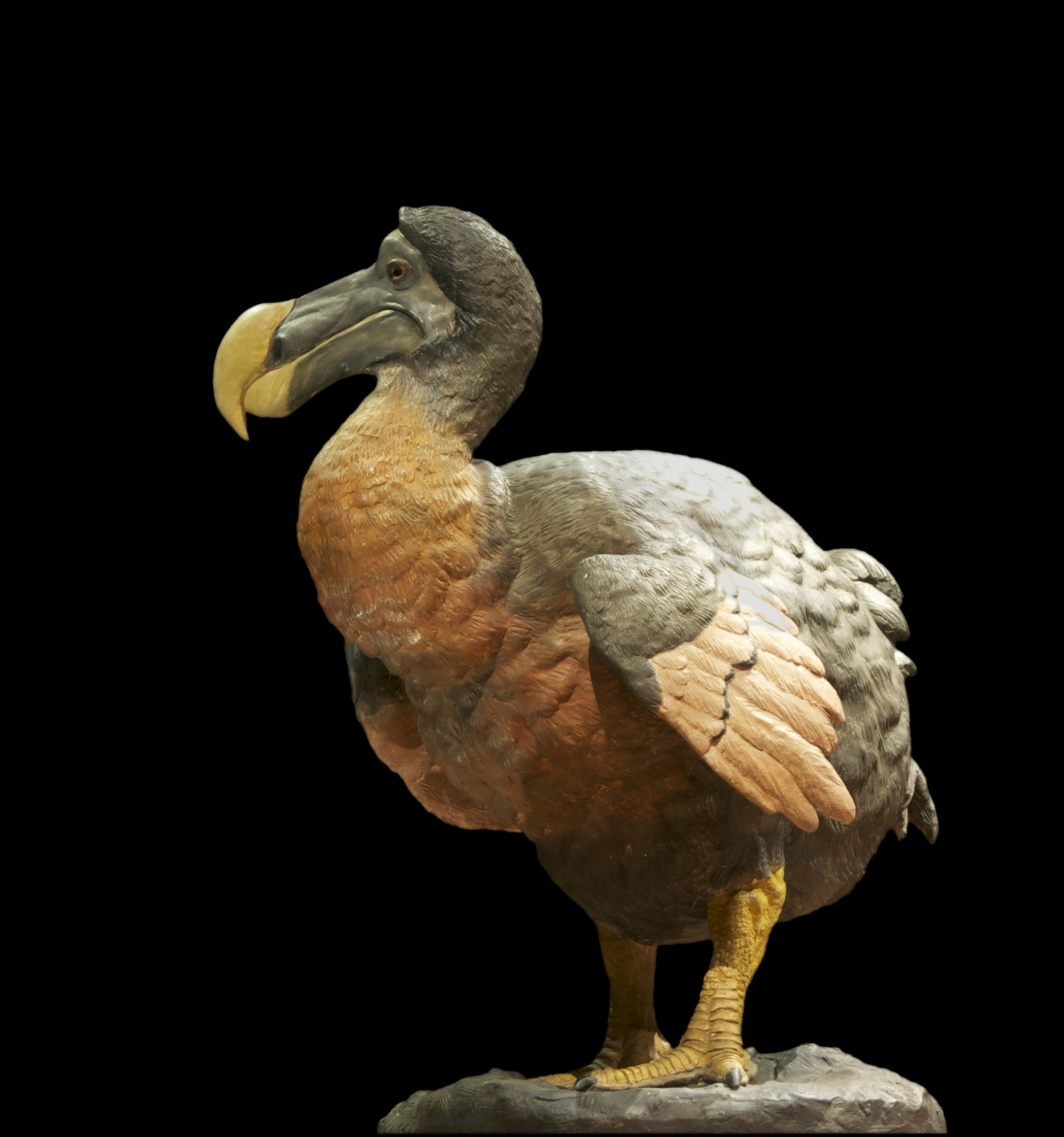
Додо, вимерлий нелітаючий птах, який був ендеміком острова Маврикій

Маврикій оточений кораловими рифами, біля яких зустрічаються практично багато видів тропічних риб, в тому числі блакитний і чорний марліни, акули, жовтий тунець, барракуда; водяться і лангусти. Через віддаленість від материка фауна острова не є різноманітною, але представлена значним числом ендемічних видів. Водяться кажани, завезені лемури і мадагаскарські їжаки; змії відсутні, багато черепах і ящірок. Місцеві ендемічні гігантські птахи знищені людьми або завезеними тваринами: маврикійський блакитний голуб (Alectroenas nitidissima), маврикійський дронт (Raphus cucullatus), маскаренська лиска (Fulica newtonii), великі папуги і рудий маврикійський пастушок (Aphanapterix imperialis). На острові відсутні хижі ссавці.
На південному узбережжі 1994 року створено зооферму Ля-Ваніль, де розводять нільських крокодилів (Crocodylus niloticus), сейшельських (Aldabrachelys gigantea) і променистих черепах (Astrochelys radiata). А на західному узбережжі, поблизу поселення Флік-ен-Флак у 1979 році створено пташиний парк Касела, що налічує до 2,5 тис. птахів у вольєрах.

### Охорона природи

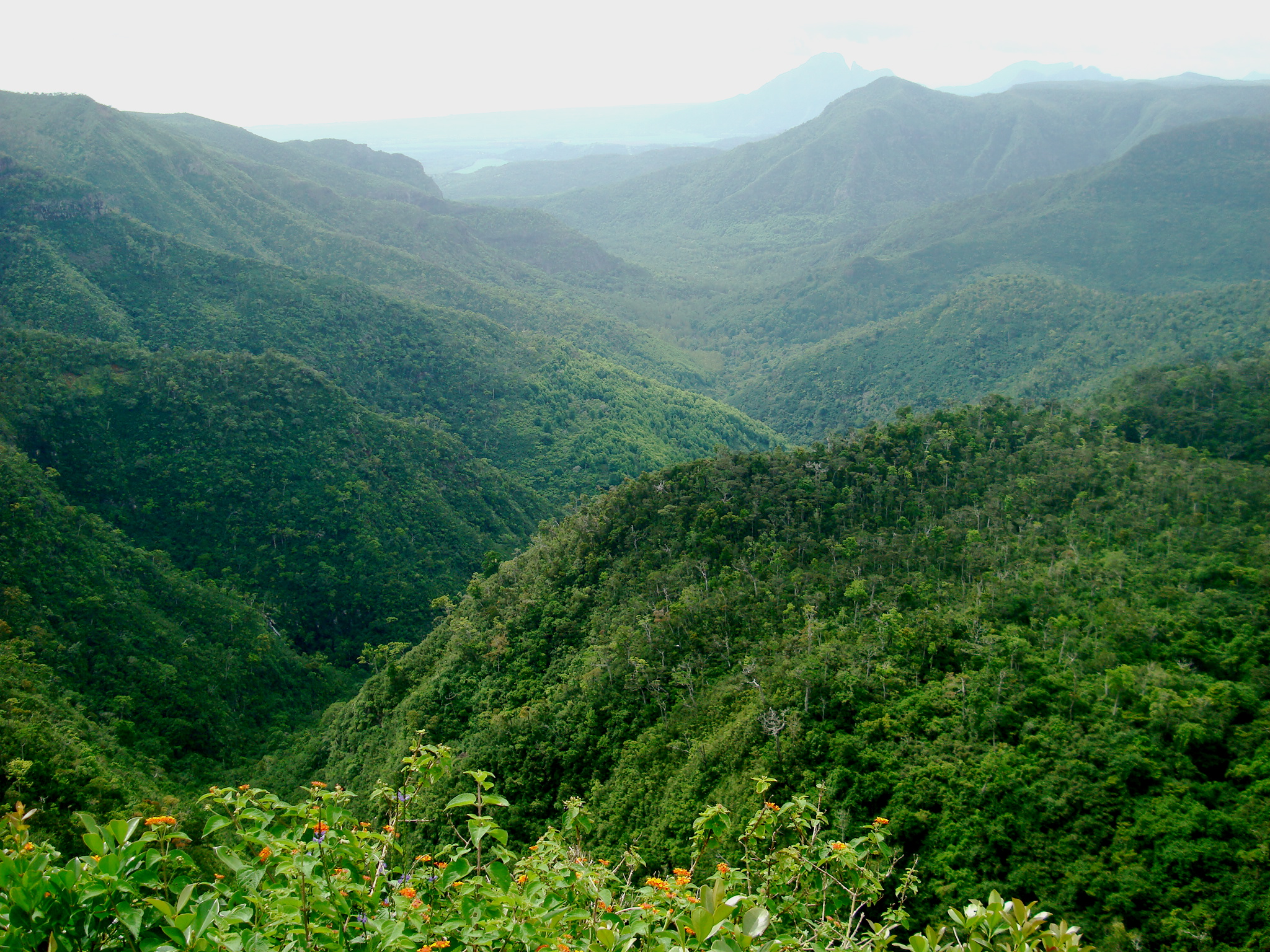
Долина Чорної річки — Блек-Рівер-Горджес

На острові Егрет, поблизу східного узбережжя Маврикію, створено орнітологічний заказник, де охороняють гніздування рідкісних птахів: рожевих голубів (Nesoenas mayeri) і маврикійського боривітру (Falco punctatus).
На південь від столиці в долині Чорної річки на площі 6557 га створено національний парк — Блек-Рівер-Горджес (фр. Parc national des gorges de Rivière Noire). На території національного парку під охороною перебувають понад 150 видів рідкісних рослин і тварин: білохвості фаетони (Phaethon lepturus), маврикійські дрозди, мангусти, мавпи і олені. У південній частині парку в 1977 році для збереження залишків первісних лісів ебенового дерева створено заповідник Макабі-дель-Омбр, що входить до всесвітньої мережі біосферних резерватів ЮНЕСКО.

## Історія

### Початок колонізації

Мапа з позначенням Іль-де-Франс (1502)

Маврикій був відомий арабським і малайським мореплавцям ще в X сторіччі, але вони ніколи не намагалися його заселити. Першим європейцем, який на початку XVI сторіччя досяг острова Реюньйон (разом з Маврикієм входить до складу Маскаренського архіпелагу), був португальський мореплавець Педру Маскареньяш (порт. Pedro de Mascarenhas). Він же в 1505 році відкрив Маврикій. Але португальців острів мало цікавив, постійних поселень вони не створювали.
У 1598 році зусиллями голландського адмірала Вібрандта ван Варвіка (нід. Wybrand Van Warwyck) Маврикій став частиною володінь голландської Ост-Індської компанії. Безлюдний острів був місцем, де екіпажі кораблів, шляхом до Індії, поповнювали запаси прісної води. У 1615 році перший губернатор острова Пітер Бот потонув, коли його корабель наткнувся на рифи біля північно-західного узбережжя. На його честь названа одна гірських вершин острова. Перше поселення проіснувало лише 20 років. Саме звідси Абель Тасман вирушив досліджувати західне узбережжя Австралії. Голландці завезли на острів цукрову тростину, свійських тварин та благородного оленя, але були вимушені покинути острів у 1710 році.

### Французька колонія
Чергову спробу колонізувати острів Маврикій зробили французи під проводом Гійома Дюфре Дарселя (фр. Guillaume Dufresne D'Arsel) у вересні 1715 року. Але тільки в 1735 році, з появою губернатора Мае де ла Бурдоне (фр. Mahé de La Bourdonnais) острів став активно розвиватись і колонізуватись. Закладено Порт-Луї — військово-морську базу і суднобудівний центр. Французькі колоністи займалися сільським господарством (цукрова тростина, кава), плантації, завезли на острів чорношкірих невільників з Африки і Мадагаскару. На острові відбулося 4 великих повстання рабів, у 1695, 1724, 1732 і 1794 роках. До 1767 року острів перебував під управлінням французької Ост-Індської компанії. Під час Французької революції на острові на короткий час був створений незалежний уряд. Під час Наполеонівських воєн острів був базою піратських ескадр, що робили набіги на британські торгові судна. У серпні 1810 року французи відбили велику атаку британців, але вже в грудні останні висадились на півночі острова і змусили капітулювати.

### Британська колонія

Прапор Маврикію (1923)

3 грудня 1810 року острів Маврикій перейшов до володінь Великої Британії, що закріпили Паризьким договором 1814 року, який гарантував мешканцям острова повагу до мови, звичаїв, законів і традицій. Першим британським губернатором став Роберт Фаркуар (англ. Robert Farquhar). Британські колонізатори продовжили розведення цукрової тростини, але замість темношкірих невільників на плантаціях вже працювали переселенці з Індії (індуїсти і мусульмани), що докорінно змінили соціальне середовище на острові. Рабство на Маврикії скасували 1835 року, а плантатори отримали компенсацію в розмірі 2 млн фунтів стерлінгів за власних рабів. Виготовлення цукру, що експортувався до Британії, приносило великі прибутки, острів швидко покращував власну інфраструктуру. Проте з розвитком виготовлення цукру з буряків в Америці та Європі прибутки острова до кінця XIX століття значно скоротились. 1893 року основні статті надходжень для влади становили: мито — 2,8 млн рупій, торгові свідоцтва — 2,4 млн рупій.
Систему влади на острові очолював губернатор. Виконавча гілка була представлена Виконавчою радою: командувач королівськими військами, секретар колонії, генерал-прокурор, генерал-скарбник, генерал-аудитор і два члени від уряду Великої Британії. Представницька гілка складалась з ради 27 членів: 10 обирались громадянами, 8 ex officio, 9 призначались самим губернатором.
У серпні 1948 року усім писемним громадянам надали право голосу на виборах до місцевої Законодавчої ради, що прийшла на зміну Урядовій раді і складалася з 19 депутатів, що обираються, 12 — призначаються генерал-губернатором, 3 — колишніх депутатів. Маврикій залишався британською колонією до 1967 року, коли острову була надана автономія.
У 1959 році Харольд Макміллан зробив свій знаменитий виступ «Вітер змін», де визнав, що найкращим варіантом для Британії є надання повної незалежності її колоніям. На Ланкастерській конференції 1965 року стало зрозуміло, що Велика Британія хоче надати і Маврикію незалежність, залишаючи в своєму управлінні лише архіпелаг Чагос, який доєднала до британських територій в Індійському Океані. У січні 1968 року, за шість тижнів до оголошення незалежності, у Порт-Луї вибухнув бунт місцевого населення, що призвело до загибелі 25 людей.

### Королівство співдружності

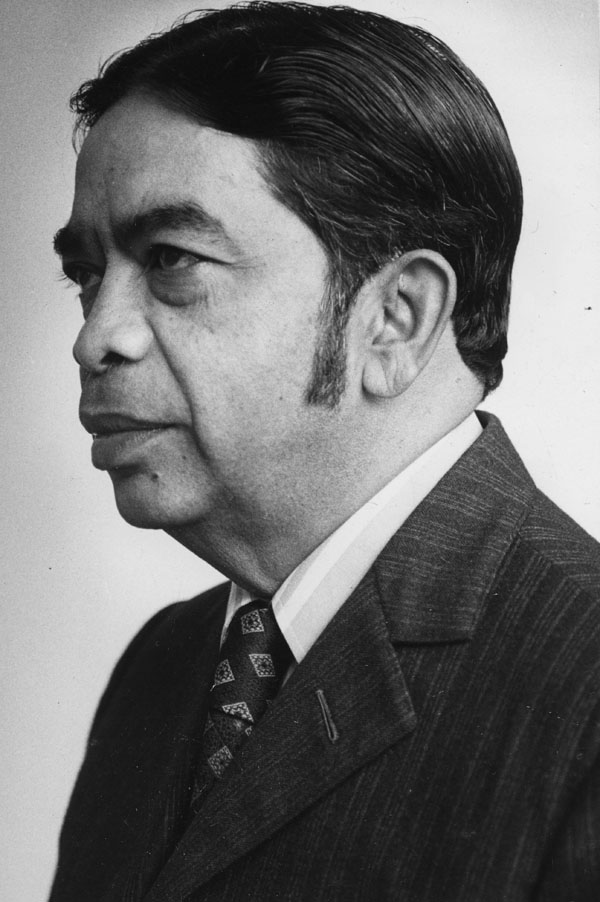
Останній генерал-губернатор Маврикію Вірасамі Рінгаду

12 березня 1968 року острів Маврикій став незалежною державою у складі Британської Співдружності. Цього ж року країна була прийнята до ООН. Главою держави номінально була Єлизавета II, представлена генерал-губернатором — політична система — конституційна монархія. У 1971 році вибухнула серія страйків на чолі з партією Маврикійський військовий рух та підтримані профспілками, що привело до введення надзвичайного стану в країні. Лідера повстання Пола Беренгера ув'язнили. У травні 1975 року по всій країні вибухнули студентські страйки, які вимагали право голосу в парламенті з 18-літнього віку. Парламент змушений був задовольнити вимоги студентів підписавши відповідний акт. Уряд з 1982 року очолював Аніруд Джагнот. Цей період ознаменувався зростанням економіки у секторі EPZ (Export Processing Zone). Індустріалізація почала поширюватися і на села із залученням молодих працівників з усіх етнічних груп. У результаті цукрова промисловість припинила відігравати основну роль в економіці. У країні почалася роздрібна торгівля, а також стали пропонуватися кредити малозабезпеченим працівникам, тим самим надаючи їм можливість придбати побутову техніку. У 1989 році з'явилися перші біржі, а з 1990 року була дозволена вільна торгівля. У 1990 році прем'єр-міністра не підтримали щодо змін Конституції, які стосувалися президентського управління в республіці. Але 12 березня 1992 року була проголошена незалежна республіка на чолі з президентом, що обирався раз на п'ять років. Першим президентом самостійної республіки став останній генерал-губернатор Вірасамі Рінґаду. 12 березня 1992 року була проголошена незалежна республіка на чолі з президентом, що обирається раз на п'ять років.

### Республіка
12 березня 1992 року, через двадцять чотири роки після незалежності, Маврикій проголосили республікою в межах Співдружності Націй. Останній генерал-губернатор, сер Вірасамі Рінгаду, став першим президентом згідно з перехідною угодою. 30 червня 1992 року його замінив  Кассам Утем, який був переобраний в 1997 році на другий термін. Незважаючи на поліпшення економіки, яке збіглося з падінням цін на бензин та сприятливим курсом на долар, уряд не мав повної довіри населення.

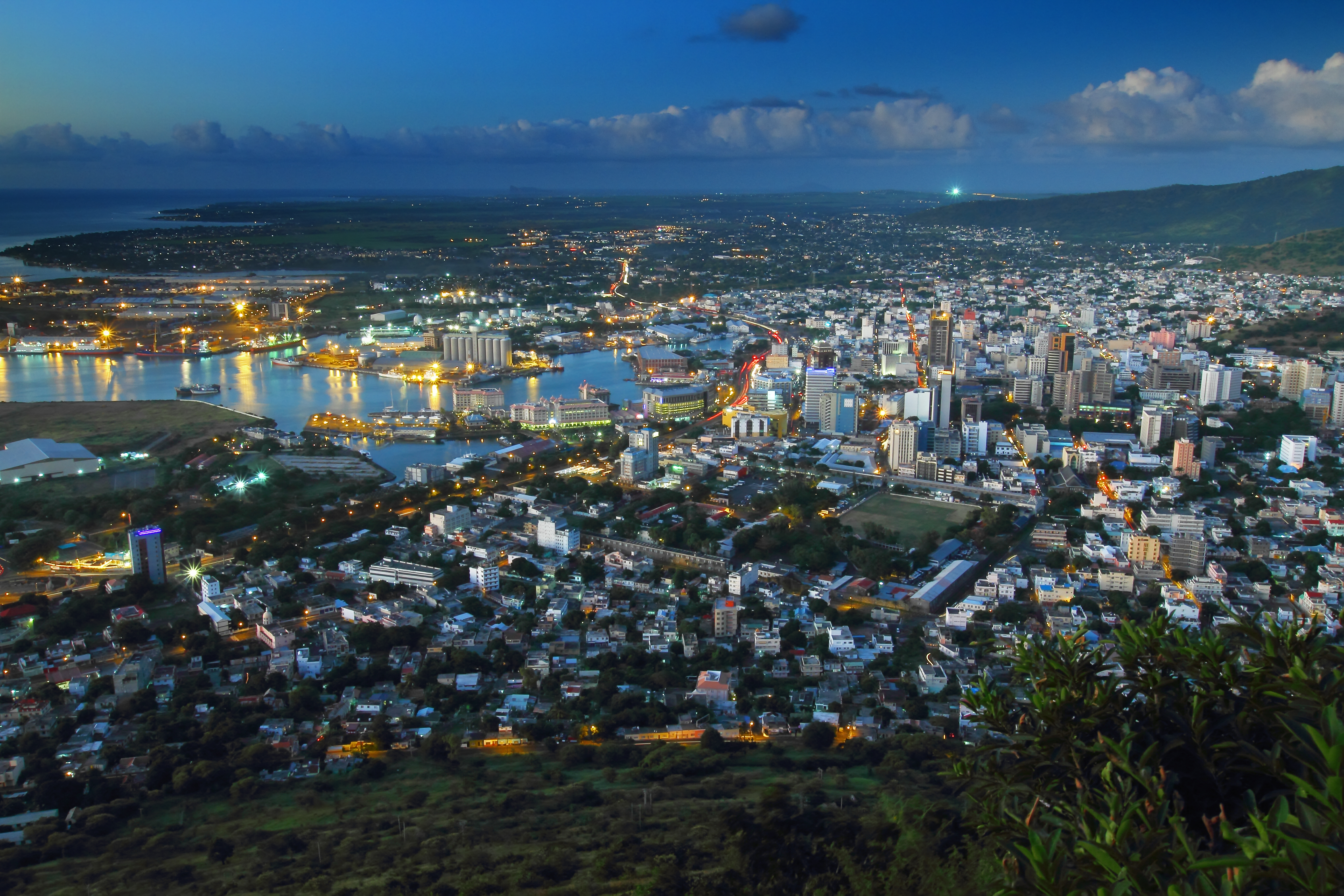
Порт-Луї сьогодні

У лютому 1999 року країну охопила низка громадянських зневдоволень. Бунти розгорілися після того, як популярна співачка Кая, заарештована за куріння марихуани на громадському концерті, була виявлена мертвою в тюремній камері. Через чотири дні заворушення вдалося приборкати, основною причиною яких була також бідність населення.
У 2002 році острів Родрігес став автономією республіки і таким чином дістав змогу обрати своїх власних представників для управління островом. 
У 2014 році запропоновано почати новий етап реформації і оголосити Другу республіку, згідно з якою президент мав би більше повноважень. День проголошення відбувся 24 листопада 2014 року, і вперше кандидати-виборці мали можливість не називати свою етнічну групу. Загальні вибори відбулися 10 грудня 2014 року, і Альберт Лепер був обраний президентом. Незабаром після виборів колишнього експрем'єра викликали до поліції за звинуваченням у відмиванні державних коштів. У цьому ж році Організація Об'єднаних Націй звинуватила Велику Британію в незаконності її прав на острів Чагос. Згідно з рішенням суду Маврикію мало дістатися 80 % акцій мали належати Маврикію, решта Китаю. Повністю рішення ООН не набрало чинності.
21 січня 2017 року прем'єр-міністр Аніруд Джагнот оголосив, що через два дні він подасть у відставку на користь свого сина, міністра фінансів Правінда Джунаута, який займе його посаду. Перехід відбувся  23 січня.

## Політична система

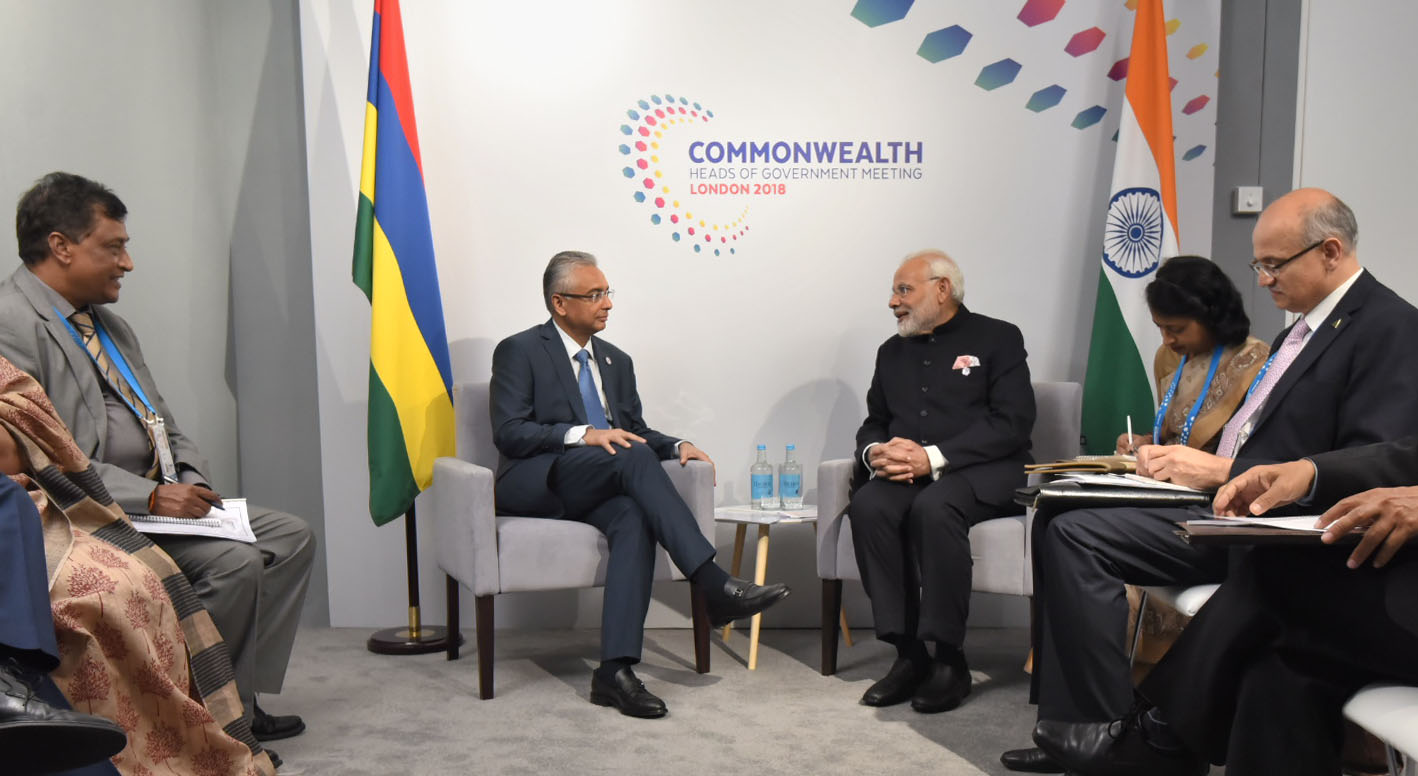
Прем’єр-міністр Правінд Джагнот з прем’єр-міністром Індії Нарендрою Моді, 19 квітня 2018 р.

Маврикій за формою правління є парламентською республікою, глава держави — президент, що обирається на 5 років парламентом. Державний устрій — унітарна держава.
Конституцію Маврикію прийнято 12 березня 1968 року, яка діє і тепер (зі змінами). У 1982 році парламент Маврикію ухвалив закон, згідно з яким архіпелаг Чагос, включаючи острів Дієго-Гарсія, є невід'ємною частиною маврикійської території. Однак Велика Британія відторгла цей архіпелаг, «здавши» острів Дієго-Гарсія в оренду США на 50 років для спорудження військової бази.
Резиденція президента міститься в колишніх апартаментах працівників Вест-Індійської компанії — Шато-де-Редю в місті Мока.
Виконавча влада належить раді міністрів, яку формує парламент. Прем'єр-міністром стає лідер партії, що отримала більшість місць у Національній асамблеї, а міністри призначаються з депутатського складу парламенту.

### Парламент

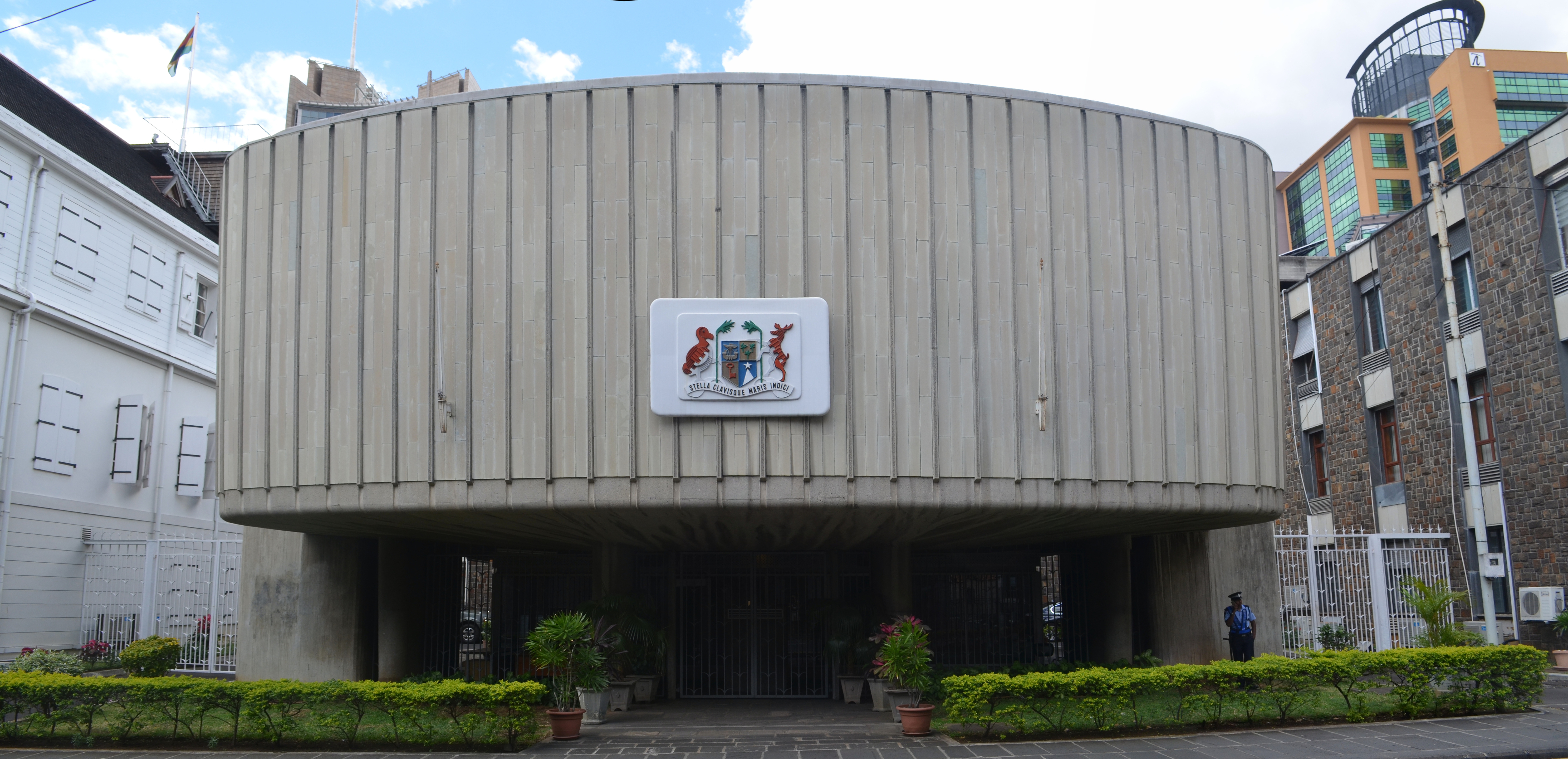
Парламент Маврикію

Законодавчу владу здійснює однопалатна Національна асамблея у складі 70 депутатів, з них 62 обираються шляхом загальних прямих виборів на 5 років таємним голосуванням, а 8 мандатів одержують кандидати в депутати, які набрали найбільшу кількість голосів після 62 обраних. До складу парламенту за посадою входить генеральний прокурор.

#### Політичні партії
У 1936 році була заснована перша політична партія на острові — лейбористська. 1955 року заснована Маврикійська соціал-демократична партія. У 1958 році створений Мусульманський комітет дії. У 1963 році утворено Лейбористський конгрес Маврикію. У 1970 році утворився Маврикійський бойовий рух. Створена Загальна федерація робітників.
На парламентських виборах 11 вересня 2000 року до парламенту Маврикію пройшли такі політичні партії:
- Бойовий соціалістичний рух і Маврикійський бойовий рух — 54 місця (87 %);
- Маврикійська лейбористська партія — 6 місць (10 %)[20].

### Судова влада
Судова система представлена Верховним судом, апеляційним кримінальним судом, апеляційним цивільним судом, окружними судами та первинними судами. Традиційно судочинство засноване на французькому цивільному праві з домішкою звичаєвого англійського.

### Зовнішня політика
Маврикій — член ООН з 1968 року, ОАЄ з 1963 року, низки інших міжнародних і регіональних організацій. Входить до Співдружності націй. На міжнародній арені Маврикій проводить курс на неприєднання до блоків та розвиток відносин з усіма країнами. У 1968 році Маврикій встановив дипломатичні відносини з СРСР, вже 1974 року підписано угоду з СРСР про співробітництво в галузі рибальства. Разом з тим зовнішня політика країни в основному визначається традиційними зв'язками з Великою Британією, Францією та ПАР. Маврикій був асоційованим членом ЄЕС. Дипломатичні відносини з Україною встановлено 1 жовтня 1992 року.

#### Українсько-маврикійські відносини
Уряд Маврикію офіційно визнав незалежність України 8 червня 1992 року, дипломатичні відносини з Україною встановлено 1 жовтня 1992 року. Дипломатичних і консульських представництв в Україні не створено, найближче посольство Маврикію, що відає справами щодо України, працює в Берліні (Німеччина). Справами України в Маврикії відає українське посольство в Південно-Африканській Республіці.

### Державна символіка
- Державний прапор
- Державний герб
- Державний гімн

## Адміністративно-територіальній поділ
В адміністративно-територіальному відношенні територія держави поділяється на: 9 районів і 5 міст.

## Збройні сили
Чисельність збройних сил у 2000 році становила 1,5 тис. військовослужбовців, а у 2020 — 3 тис.. Загальні витрати на армію становили 9 млн доларів США.
Наприкінці XIX століття англійський гарнізон на острові складався з 794 солдатів і 40 офіцерів.

## Економіка
Маврикій — держава, що динамічно розвивається. Валовий внутрішній продукт (ВВП) у 2006 році становив 16,7 млрд доларів США (123-тє місце у світі); що у перерахунку на одну особу становить 13,5 тис. доларів (53-тє місце у світі). Промисловість разом із будівництвом становить 32 % від ВВП держави; аграрне виробництво разом із лісовим господарством і рибальством — 10 %; сфера обслуговування — 58 % (станом на 2006 рік). Зайнятість активного населення у господарстві країни розподіляється так:
- 14 % — промисловість і будівництво
- 20 % — аграрне, лісове і рибне господарства
- 66 % — сфера обслуговування (станом на 2006 рік)[20].

Надходження в державний бюджет Маврикію за 2006 рік становили 1,5 млрд доларів США, а витрати — 1,9 млрд; дефіцит становив 21 %.
Історично головним експортним продуктом острова був цукор і похідні продукти. У 1904 році з острова вивезли цукру, рому та ванілі на 32 млн індійських рупій. Увезено товарів на 22,5 млн. Бюджет острова становив у 1904 році 9,4 млн рупій доходів, 10,6 млн рупій витрат.
У країні створена вільна економічна зона.

### Валюта

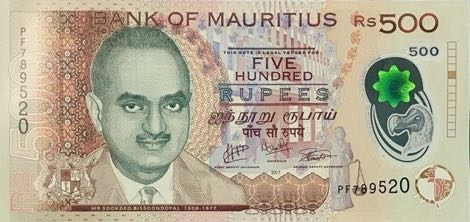
Маврикійська рупія

Національною валютою країни слугує маврикійська рупія (MUR). 1 маврикійська рупія = 100 центів. Емітентом виступає Банк Маврикію. Станом на квітень 2024 року за 1 долар США (USD) давали 46,81 маврикійської рупії.

### Промисловість
Головні галузі промисловості: харчова, текстильна, швейна, шкіряна, електротехнічна, виготовлення медичного обладнання.
Промисловість представлена невеликими підприємствами з переробки сільськогосподарської сировини (цукрові заводи, чайні й текстильні фабрики), окремими підприємствами електронної, хімічної і місцевої промисловості. Збудовані заводи з виробництва добрив і дріжджова фабрика. Переважна більшість підприємств створена за участю іноземного капіталу й працює на експорт.

### Енергетика
За 2004 рік вироблено 2,1 млрд кВт·год електроенергії (експортовано 0 млн кВт·год); загальний обсяг спожитої — 2 млрд кВт·год (імпортовано 0 млн кВт·год).
У 2004 році споживання нафти склало 21,5 тис. барелів на добу, природний газ не використовується для господарських потреб.

### Агровиробництво
У сільськогосподарському обробітку перебуває більша частина, 54 % площі острова. Головні сільськогосподарські культури: цукрова тростина, чай, тютюн. Для власного споживання вирощують рис, кукурудзу, маніок, арахіс, банани, овочі. Розводять велику рогату худобу, овець і кіз.
Довгий час країна була одним з головних експортерів цукру, під плантації цукрової тростини, починаючи з XVII століття, була віддана більшість родючих земель острова (у 1978 році зібрали 6,2 млн тонн цукрової тростини й одержали 665 тис. тонн цукру). Важливими експортними культурами є також чай (у 1978 році зібрали 4,9 тис. тонн) та тютюн. Найбільша чайна плантація лежить у Буа-Шері (30 тонн/рік, 2010 рік) у районі Кюрпіп. Аграрна країна з монокультурним сільським господарством тривалий час потерпала від коливання цін на цукор на світовому ринку, що призводило до нестабільного розвитку економіки, зниження рівня життя, росту безробіття (на початку 1978 року в країні налічувалось близько 20 тис. безробітних).

### Транспорт

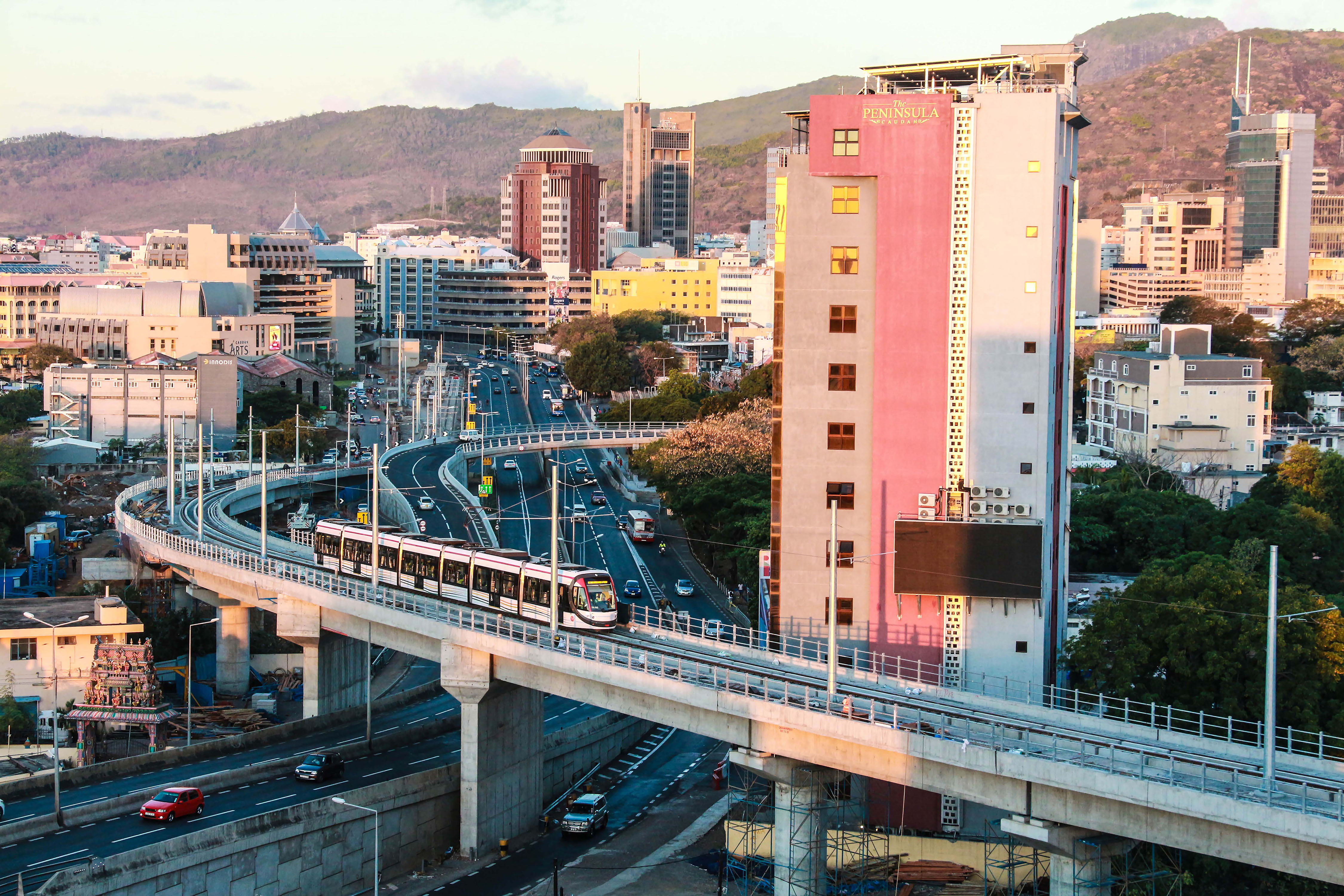
Трамвайна система Metro Express

Станом на 1977 рік, довжина автошляхів на острові становила 2 тис. км. Найбільший морський порт — Порт-Луї. Діє Міжнародний аеропорт імені сера Сівусагура Рамгулама (колишній «Плезанс»). Як наслідок перебування під англійською короною, на Маврикії діє лівосторонній автомобільний рух.
Уже наприкінці XIX століття на острові для потреб цукрової промисловості проклали 2 вітки залізничних колій, загальною довжиною 200 км (чистий прибуток 1893 року становив 575 тис. рупій).

### Телекомунікації
Наприкінці XIX століття на острові діяв телеграф, проклали кабель морським дном через Сейшели до Занзібару.
У 2001 році всесвітньою мережею Інтернет у Маврикії користувались 55 тис. осіб. У 2021 цей показник досяг 68% населення держави.

### Туризм

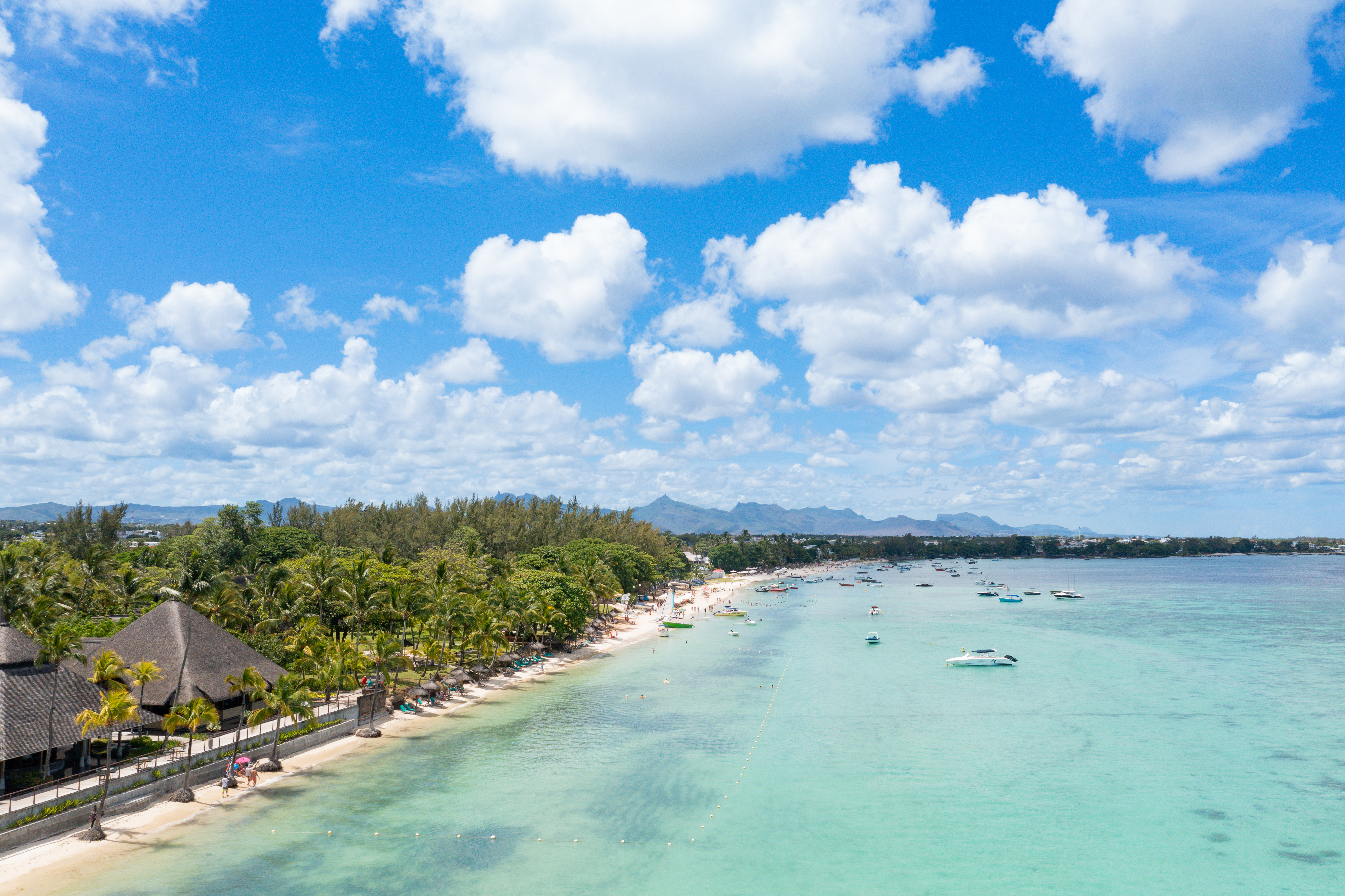
Тропічний пляж у Тру-о-Біш

«Туристичний трикутник» Маврикію з безліччю готелів на білосніжних піщаних пляжах лежить на півночі острова між містами Порт-Луї — на заході, Рош-Нуар — на сході, Кап-Малере — на півночі. У Гран-Бай є «маврикійське лазурове узбережжя» з великою кількістю готелів навколо торговельного центру Сансет-бульвар, морським акваріумом і яхт-клубом. На східному узбережжі, за винятком піщаних пляжів острова Іль-о-Серф, курортів мало (Бель-Мар, Тру-д-Одюс), через високі морські хвилі, що їх женуть вітри через увесь Індійський океан, це привабливе місце для серфінгу.
У 1996 році Маврикій відвідало 0,5 млн іноземних туристів, що дало прибуток у 170 млн доларів США.

### Зовнішня торгівля
Основні торговельні партнери Маврикію: Франція, Велика Британія, США, Південно-Африканська Республіка, Індія.
Держава експортує: текстиль (58 %), цукор (26 %), чай. Основні покупці: Велика Британія (34 %); Франція (21 %); США (15 %). У 2006 році вартість експорту склала 1,6 млрд доларів США.
Держава імпортує: промислові вироби, паливо, продукти харчування. Основні імпортери: Франція (18 %); Південно-Африканська Республіка (12 %); Індія (9 %). У 2006 році вартість імпорту становила 2,2 млрд доларів США.
Історично головними товарами на експорт для острова були цукор (18,9 млн рупій в 1893 році), ром (22,1 млн рупій), сизаль, кокосова олія і спеції (ваніль, перець).

## Населення
Населення держави у 2006 році становило 1,2 млн осіб (148-ме місце у світі). Населення острова у 1950 році становило 465 тис. осіб, у 1980 році — 957 тис. осіб, у 1990 році — 1,1 млн осіб. Густота населення: 586 осіб/км² (8-ме місце у світі). Згідно зі статистичними даними за 2006 рік народжуваність 15,4 ‰; смертність 6,9 ‰; природний приріст 8,5 ‰. 1891 року на острові проживало 371,65 тис. осіб, 207,10 тис. чоловіків і 164,55 тис. жінок.
Вікова піраміда населення має такий вигляд (станом на 2006 рік):
- діти віком до 14 років — 23,9 % (149,5 тис. чоловіків, 147,6 тис. жінок);
- дорослі (15—64 років) — 69,5 % (430 тис. чоловіків, 432 тис. жінок);
- особи похилого віку (65 років і старіші) — 6,6 % (32 тис. чоловіків, 50 тис. жінок).

### Урбанізація

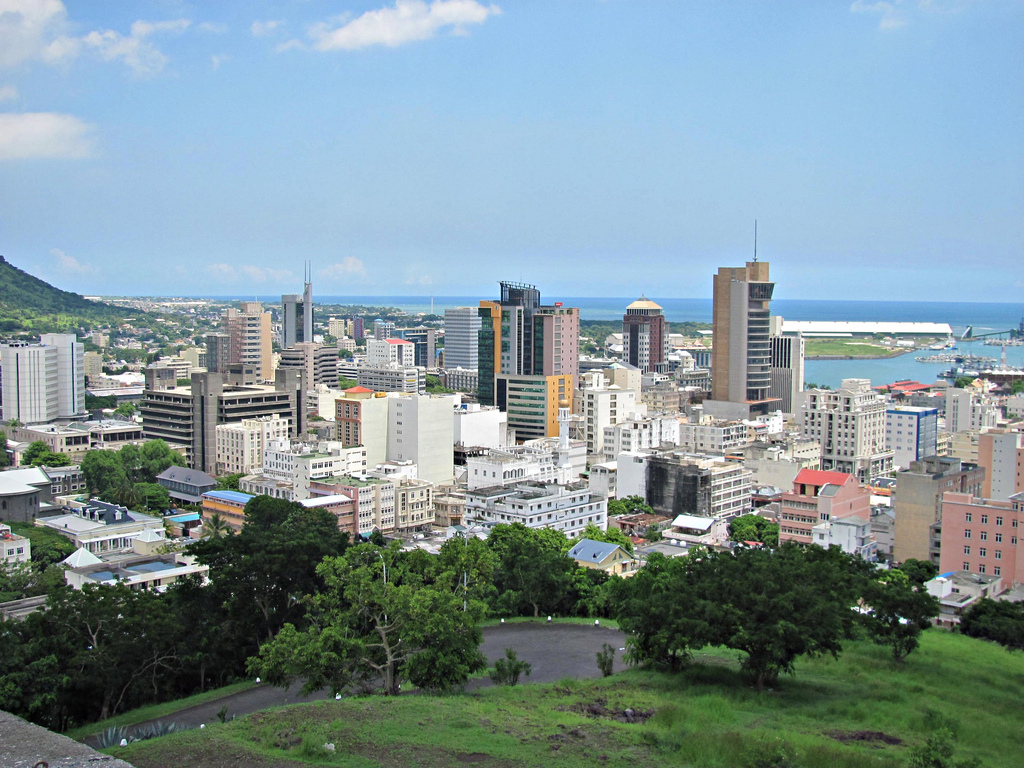
Горизонт Порт-Луї, над яким домінує вежа Банку Маврикію

Рівень урбанізованості в 2000 році склав 43,6 %. Головні міста держави: Порт-Луї (147 тис. осіб), Бо-Басен-Роз-Гілл (110 тис. осіб), Вакоас-Фенікс (97 тис. осіб).

### Етнічний склад
Особливість населення країни — багаторасовість, острів населяють вихідці з Африки, Азії, Європи. Головні етноси, що складають маврикійську націю: індо-маврикійці — 68 %, креоли (змішаного франко-афро-малагасійского походження) — 27 %, китайці — 3 %, європейці — 2 %.
Історія єврейської громади на острові Маврикій досить коротка. Під час Другої світової війни, 1580 євреїв зі Східної Європи, тікаючи від нацистських переслідувань, вирушили до Палестини. Але англійська влада відмовила їм у праві на проживання і вони 1940 року прибули на Маврикій. По закінченню війни і створенню незалежної держави Ізраїль євреї залишили острів. Поряд із Ле-Бамбою, що на шляху з Флік-ен-Флак до Порт-Луї, є кладовище Святого Мартина з єврейською частиною, де поховано 127 втікачів від Голокосту.

### Мови
Державна мова: англійська.
Мови якими розмовляє місцеве населення, за переписом 2000 року:
- маврикійська креольська (Lingua franca на основі французької) — 80,5 %;
- бходжпурі (мова індоарійської групи) — 12,1 %;
- французька — 3,4 %;
- англійська (офіційна) — менш як 1 %;
- інші мови (хінді, урду, хакка) — 4 %.

### Релігії
Головні релігії держави, за переписом 2000 року: індуїзм — 48 % населення, католицтво — 23 %, іслам — 17 %, протестантизм (англікани, пресвітеріани, адвентисти) — 8 %, буддизм — 1 %.
Наприкінці XIX століття склад релігійних громад острова мав такий вигляд: індуїсти — 57 % (209 тис.), католики — 31 % (115 тис.), мусульмани — 9 % (34 тис.), протестанти 2 % (7 тис. вірян). Католицькі і протестантські громади отримували державні субсидії.
Найбільший індуїстський храм, Махешварнат збудовано наприкінці XIX століття на півночі острова в Тріоле.

### Охорона здоров'я
Очікувана середня тривалість життя в 2006 році становила 72,6 року: для чоловіків — 68,7 року, для жінок — 76,7 року. Смертність немовлят до 1 року становила 14,6 ‰ (станом на 2006 рік). Населення забезпечене  лікарями — 1 лікар на 1130 жителів (станом на 1996 рік). 
У 1993 році 100 % населення забезпечили питною водою.
Зараженість вірусом імунодефіциту (ВІЛ) — 1,7 % (оцінка на 2007 рік).

### Освіта
Рівень письменності в 2003 році становив 85,6 %: 88,6 % серед чоловіків, 82,7 % серед жінок. Витрати на освіту в 1996 році становили 3,7 % від ВВП.
Навчання в державних освітніх закладах безоплатне. Система освіти склалася під впливом англійської: початкова школа — 6 років, середня — 7 (5+2) років. У 1977/78 навчальному році у початковій школі налічувалося 137 тис. учнів, у середніх навчальних закладах — 79,6 тис. У 1965 році в Порт-Луї засновано Маврикійський університет, вже через 10 років в ньому навчалось до 1 тис. студентів. У 1972 році заснували авіаційний коледж. У 1973 році засновано педагогічний інститут. У місті Мока Інститут Махатми Ганді.
1893 року по всьому острові діяло 171 школа, в яких навчалось 16,7 тис. учнів, на яких, разом із королівською колегією, витрачалось урядом 47 тис. рупій.

## Культура
На Маврикії з 1829 року працюють Королівське товариство з гуманітарних і природничих наук, Академія мови й літератури Маврикію, з 1880 року Інститут Маврикію, з 1938 року Історичне товариство. У 1953 році у Порт-Луї було засновано науково-дослідний інститут цукрової промисловості.
На Маврикії діє ряд бібліотек: Університетська, Муніципальна, Інституту Маврикію, Британської ради.

### Музеї
У 1885 році закладено Музей міста Порт-Луї. У 1960 році створено Гербарій Маврикію. У місті Маебур діє Історичний музей. На північ від міста Мока в «Еурека», комплексі дерев'яних колоніальних будівель франко-мавриканської родини Леклеціо, зведених у 1856 році, відкрито історико-етнографічний музей. У В'є-Гран-Порт на східному узбережжі, задля збереження голландської минувшини, створено Музей Фредеріка Гендріка. У місті Маебург — Морський музей, присвячений англо-французькій морській битві 1810 року в навколишніх водах.

### Архітектура
Маврикій — місце, де стикаються різні культури, що відобразилося в архітектурі країни: у столиці по сусідству розташовані мечеть Джума, індуїстський храм Маесварат і християнський собор Сент-Джеймс.

### Образотворче мистецтво
У 1922 році створено Художню галерею.

### Театр

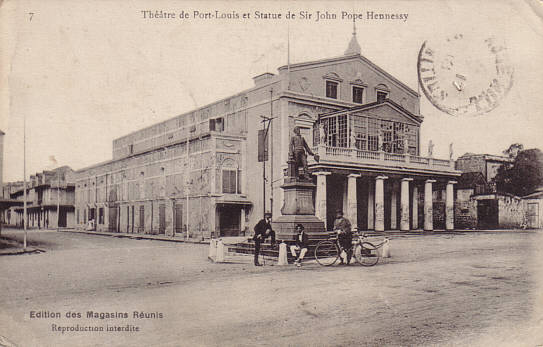
Театр у Порт-Луї, листівка 1910 року

### Музика й танці
Традиційний креольський танок сега, бере свій початок від перших завезених на острів у XVII столітті голландцями чорношкірих рабів з Мадагаскару і Мозамбіку. Енергійні танцівниці в кольорових спідницях у швидкому африканському ритмі, під барабанний акомпанемент, звабливо рухають стегнами в парі з чоловіками, або самостійно. Через це, а також сороміцькі пісні, що супроводжують танок, європейці вважали сегу елементом низької культури.

### Кінематограф
Піщані пляжі північного узбережжя, мальовнича природа та індійська субкультура створює привабливі умови для зйомок боллівудських кінофільмів, серіалів та телепередач.

### Кухня
Кухня Маврикію є міксом французької, китайської та індійської кухонь. Основна страва країни — каррі у вигляді рису з куркою, або іншими м'ясопродуктами, креветками або устрицями, овочами та обов'язковими прянощами, заправлені олією і зеленню. Дуже схожий на нього «бір'яні» — рис із м'ясом, овочами або рибою, приправленими прянощами. Дуже популярна закуска «пурі» — своєрідні бутерброди (як холодні, так і гарячі) з особливого борошна з різними інгредієнтами, починаючи від салатів і кінчаючи м'ясним або рибним асорті, але обов'язково з будь-яким соусом. Повсюдно пропонують китайську локшину «хв Фріт» із безліччю способів приготування. Пальмові пагони, які додають до багатьох страв — національний продукт маврикійців.
Риба і морепродукти займають на столах маврикійців важливе місце, поряд із рисом. Навколишні води багаті рибою, з яких найбільш популярні тунець, дорада, морський язик, барабулька (султанка), марлін та ін. Рибу коптять, смажать на вогні і вугіллі, їдять сирою з лимонним соком, тушкують і варять зі всілякими добавками. Особливим делікатесом вважаються прісноводні раки «камарон», краби, лангусти, восьминіг з соусами віндай або каррі, равлики, різні молюски, морські їжаки тощо. Їх готують сотнями різноманітних способів, але обов'язково з прянощами і великою кількістю зелені. Поширеним є креольський суп із морепродуктів, на манер французького буябеса (фр. Bouillabaisse). До салатів із морепродуктів подають популярні соуси ругай (провансальський томатний) і віндай (гірчиця з оцтом).
На острові вирощують батат, томати, баклажани, маленький зелений огірок з клейкою шкіркою «лало», маніок, кабачки, гарбуз, патисони, капустяну пальму (місцева кулінарна гордість) та інші, часто зовсім незнайомі європейцеві овочі. Вирощується велика кількість фруктів різних сортів.
Місцеві вироби з борошна: своєрідні трикутні ватрушки «самусса» (самса) з листкового тіста з овочами, м'ясом або рибою, пиріжки з батату, пиріжки з картоплею і баклажанами, пончики з прянощами, маленькі тарталетки з пастою із морепродуктів, тістечка з кокосовою крихтою.

### Свята
Національні свята держави відзеркалюють строкатий етнічний склад населення. На початку року із петардами і процесіями драконів святкують китайський новий рік. У цей же час святкують тамільський Кавадії, процесія із глечиками молока і статуєю Муругана, сина бога Шиви, прямує до храму, де купає статую в молоці. Цей ритуал (Пал Авісегум) символізує божественний дар життя. У ніч з 8 на 9 вересня католики відзначають роковини беатифікованого у 1979 році французького монаха Жака-Дезіре Лаваля (1803—1864), «апостола Маврикію». Тисячі маврикійців збираються на його могилі в Сан-Круа, передмісті Порт-Луї.

### Спорт
З травня по листопад на іподромі Марсове поле в Порт-Луї проводять скачки на конях.